# Villepinte (Aude)
 Villepinte  es una población y comuna francesa, en la región de Languedoc-Rosellón, departamento de Aude, en el distrito de Carcasona y cantón de Castelnaudary-Sud.

## Demografía
| 820 | 771 | 762 | 916 | 1017 | 1024 |
| Para los censos de 1962 a 1999 la población legal corresponde a la población sin duplicidades (Fuente: INSEE [Consultar]) |     |     |     |      |      |